# Twierdzenie Barbiera

Wielokąty Reuleaux mają stałą szerokość i jeśli mają tę samą szerokość to na mocy twierdzenia Barbiera mają również taki sam obwód

Twierdzenie Barbiera – twierdzenie mówiące o tym, że wszystkie figury o stałej szerokości mają obwód równy ich szerokości pomnożony przez {\displaystyle \pi }. Opublikował je Joseph-Émile Barbier w 1860.

## Przykłady
Najbardziej znane przykłady figur o stałej szerokości to koło i trójkąt Reuleaux. Szerokością koła jest jego średnica o długości {\displaystyle d,} natomiast obwód ma długość {\displaystyle \pi d.} Trójkąt Reuleaux składa się z trzech łuków okręgu o promieniu {\displaystyle d.} Każdy z łuków ma kąt środkowy o mierze równej {\displaystyle {\frac {\pi }{3}},} więc obwód trójkąta Reuleaux o szerokości {\displaystyle d} jest połową długości okręgu o promieniu {\displaystyle d,} czyli {\displaystyle \pi d.} Podobna analiza dla innych prostych przypadków takich jak inne wielokąty Reuleaux daje te same odpowiedzi.

## Dowody
Jeden z dowodów twierdzenia korzysta z własności dodawania Minkowskiego. Jeśli {\displaystyle K} jest ciałem o stałej szerokości {\displaystyle d,} to wynikiem dodawania Minkowskiego {\displaystyle K} i jego obrotu o 180° jest koło o promieniu {\displaystyle d} i obwodzie {\displaystyle 2\pi d.} Jednak dodawanie Minkowskiego jest operacją liniową dla figur wypukłych, więc obwód {\displaystyle K} musi być połową obwodu koła, czyli {\displaystyle \pi d} tak jak stanowi teza twierdzenia.
Inny dowód można otrzymać z analizy zagadnienia igły Buffona. Wystarczy zauważyć, że igłę o długości {\displaystyle d} można zastąpić dowolną łamaną lub krzywą o takiej samej długości. Łamana lub krzywa może być również zamknięta o obwodzie {\displaystyle d.} Najprostszą krzywą zamkniętą jest okrąg, który można zastąpić dowolną figurą o stałej szerokości.

## Wyższe wymiary
W przypadku bryły o stałej szerokości odpowiednik twierdzenia Barbiera jest fałszywy. W szczególności sfera o średnicy {\displaystyle d} ma powierzchnię {\displaystyle \pi d^{2}} natomiast powierzchnia bryły wyznaczonej przez obrót trójkąta Reulaux to {\displaystyle \pi \cdot (2-{\frac {\pi }{3}})d^{2}\approx \pi \cdot 0{,}9528\cdot d^{2}}.